# Hibiscus fragilis
Hibiscus fragilis (kreolisch: Mandrinette) ist eine sehr seltene Strauchart der Gattung Hibiskus aus der Familie der Malvengewächse (Malvaceae). Die Pflanze ist ausschließlich auf der Insel Mauritius beheimatet, wo sie durch menschlichen Einfluss weit zurückgedrängt wurde, 2000 existierten dort nur mehr 36 Pflanzen an zwei Standorten.

## Beschreibung
Hibiscus fragilis ist ein immergrüner, vielfach kurzästig verzweigter, niedrig wachsender Strauch, der eine Höhe von bis zu 1,50 Meter erreicht, sein Stamm und die Äste sind mit Sternhaaren besetzt; ebenso der 1,3 bis 5 Zentimeter lange, rote Blattstiel. Die 4,1 bis 8 Zentimeter lange und 2,5 bis 5,5 Zentimeter breite elliptische Spreite ist am Blattgrund rund bis leicht herzförmig und läuft am äußersten Ende spitz zu. Der Blattrand ist in der oberen Hälfte gesägt bis gekerbt, der handförmigen Nervatur entlang finden sich beidseitig zerstreut Sternhaare.
Die achselbürtigen, an 3 bis 7,5 Zentimeter langen Blütenstielen stehenden Einzelblüten sind zwittrig. Der Außenkelch besteht aus sechs bis acht linealischen Tragblättern, die dicht mit Sternhaaren besetzt und 10 bis 15 Millimeter lang sowie 1,5 bis 2 Millimeter breit sind. Der Kelch verjüngt sich zum Ansatz hin, der verwachsene Teil ist 25 bis 30 Millimeter lang und am Ansatz 6 bis 8 Millimeter breit. Die fünf dicht mit Sternhaaren besetzten Kelchzipfel messen jeweils 12 bis 20 Millimeter in der Länge und 7 bis 8 Millimeter in der Breite. Die Krone hat einen Durchmesser von 5 bis 9 Zentimeter, die pinkfarbenen bis karminroten Kronblätter sind gleich weit ausgebreitet. Die über die Krone hinausragende Columna ist 20 Millimeter lang und 7 bis 8 Millimeter dick, die Staubblätter sind gelb. Der Griffel ist 0,5 bis 1 Zentimeter länger als die Columna und teilt sich in fünf dicht behaarte Äste, jeder der Äste trägt eine hellorange Narbe. Der Fruchtknoten ist dicht mit Sternhaaren besetzt. Die Frucht ist eine Kapsel mit rund 2 Zentimeter Durchmesser, die behaarten Samen messen 4 Millimeter im Durchmesser.

## Verbreitung und Gefährdung
Die Art kommt nur an zwei Orten auf der Insel Mauritius vor, auf trockenen Steilhängen der Berge Corps de Garde (2000: 10 Pflanzen) und dem Gipfel des Le Morne Brabant (2000: 26 Pflanzen). Der Holotyp stammte laut Angabe des Sammlers von Réunion, die Art konnte hier seitdem jedoch nicht wiedergefunden werden. Entweder ist die Art also dort bereits ausgestorben oder der locus classicus ist nicht korrekt, auch daran gibt es Zweifel.
Der Hauptgrund für den Rückgang der liegt in der Einführung anderer Hibiskusarten auf Mauritius, die mit Hibiscus fragilis auch hybridisieren, die wenigen verbliebenen reinen Pflanzen sind nicht in der Lage zu reproduzieren. Sowohl in lokalen Stationen auf Mauritius wie auch den Royal Botanic Gardens Kew werden zehn verschiedene Individuen als Klone in Erhaltungskulturen geführt.

## Systematik und Forschungsgeschichte
Die Art wurde 1824 von Augustin Pyrame de Candolle anhand einer Aufsammlung von Bory St Vincent aus dem Jahre 1821 aus Réunion erstbeschrieben. Das Artepitheton fragilis (=spröde, zerbrechlich) verweist vermutlich auf die Zweige der Pflanze.
Gemeinsam mit Hibiscus bernieri, Hibiscus perrieri, Hibiscus liliastrum, Hibiscus schizopetalus, Hibiscus kokio, Hibiscus arnottianus, Hibiscus waimeae, Hibiscus storckii, Hibiscus denisonii, Hibiscus rosa-sinensis, Hibiscus liliflorus, Hibiscus boryanus und Hibiscus genevi bildet sie die Sektion Lilibiscus der Gattung. Kladistische Untersuchungen der Sektion Mitte der 1990er bestätigten deren Monophylie ungeachtet der weiträumigen Verbreitung auf den Maskarenen und im Pazifik bei gleichzeitigem Fehlen in den Regionen dazwischen.

## Kulturgeschichte
Ein 1960 in der Zeitschrift Modern Photography veröffentlichtes Foto von Hibiscus fragilis der Naturfotografin Patricia Caulfield diente Andy Warhol 1964 als Grundlage für einen seiner bekannten Siebdrucke, das Motiv nahm er 1974 für ein großes Gemälde („Flowers“) wieder auf.

## Nachweise
1. 1 2 3 4 5 6  Steve Cafferty, Martin Cheek: HIBISCUS FRAGILIS Malvaceae In: Curtis's Botanical Magazine, 13:4, S. 210–214, 1996
2. 1 2  Hibiscus fragilis in der Roten Liste gefährdeter Arten der IUCN 2008. Eingestellt von: Bachraz & Strahm, 2000. Abgerufen am 24. Februar 2009.
3. ↑  Website: gallerywarhol.com: ANDY WARHOL Flower 1964. Pop Art, Edition Prints and Original Paintings for sale., Zugriff am 13. Februar 2011